# Olencira praegustator
Olencira praegustator (лат.) — вид паразитических равноногих из семейства Cymothoidae. Обитает в водах Мексиканского залива и северо-западной Атлантики. Тело длиной 32—42 мм, удлинённое, серовато-зеленоватый. Заселяют ротовую полость некоторых рыб, например, атлантического менхэдена.

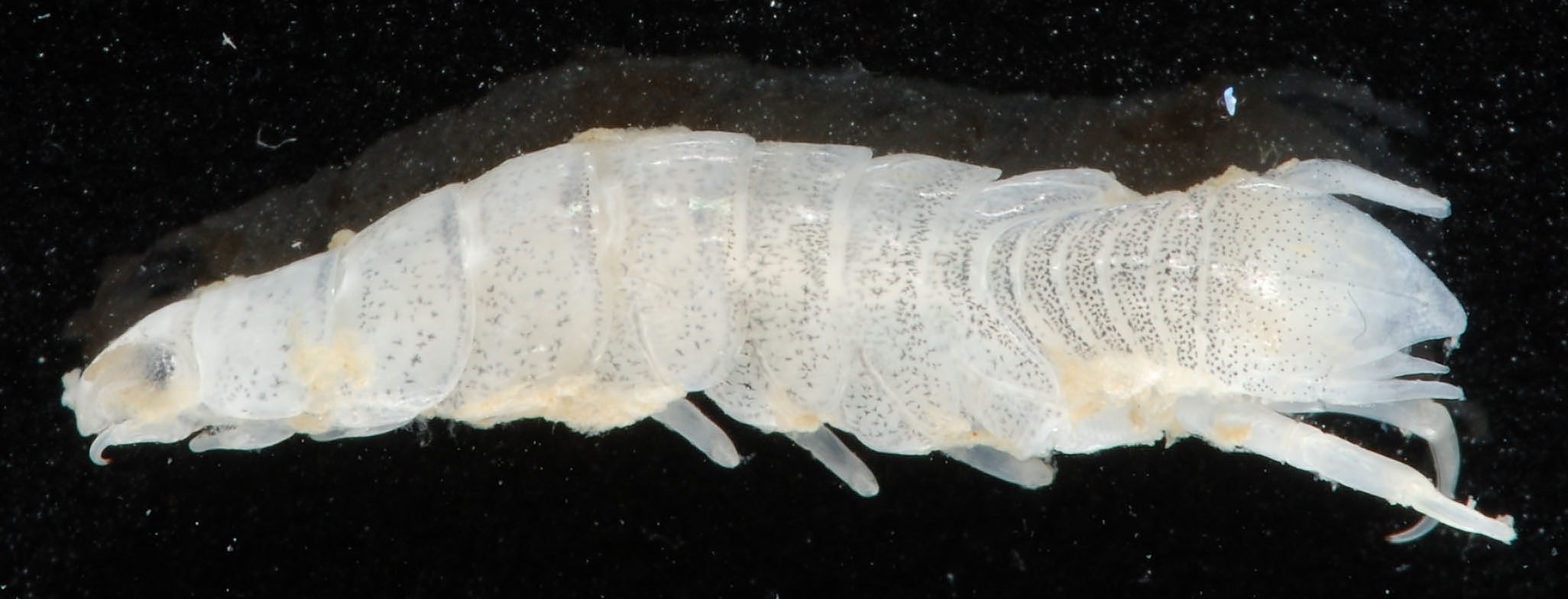
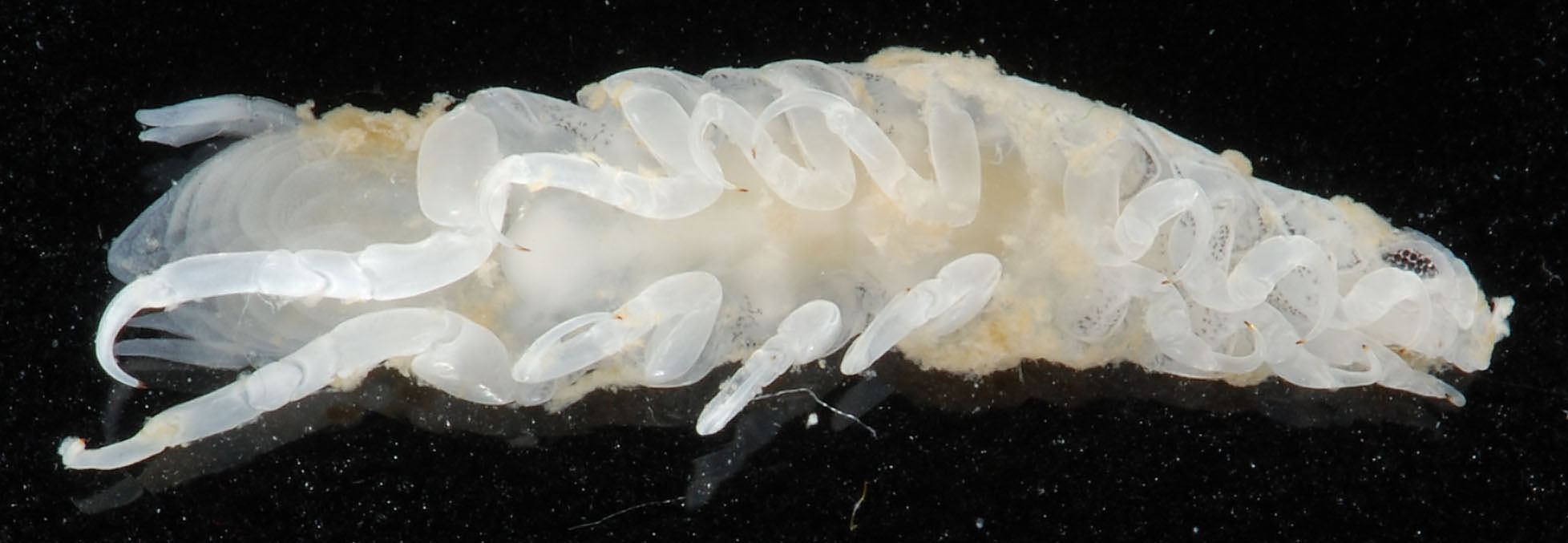